# Tomteschack
Tomteschack (eller centrumschack) är en schackvariant där de parallellt primära syftena är att ställa sin kung i centrum, eller att sätta motståndarens kung schackmatt. Den som först utför något av dessa mål vinner, men spelarna bör vara medvetna om att en kung nära centrum enkelt kan sättas schackmatt. Regeln att det finns två helt olika vinstsätt medför mycket spänning till varianten.